# Пастирски звънец
Пастирският звънец (на английски cowbell) е музикален перкусионен инструмент от групата на идиофонните инструменти.
Инструментът се състои от конусовиден полусплеснат метален корпус с езиче, закачено във вътрешността му.
Има вариант на пастирски звънец без езиче, но с издадена част с дупка в горния край, което позволява да се завинти към стойка. В този си вид инструментът се използва в оркестровата музика и като част от комплекта барабани, когато се свири „латино“.